# Історія України-Руси
Історія України-Рýси — 10-томна монографія Михайла Грушевського. Головна праця його життя. Містить виклад історії України від прадавніх часів до другої половини 17 століття. Писалася з перервами протягом 1895—1933 років. Справила вплив на формування української історіографії новітнього часу.

## Зміст
1. У першому томі висвітлюються соціально-економічні, політичні та культурні процеси, що відбувалися на території України з найдавніших часів до початку XI століття.
2. У другому томі аналізується міжнародне становище, політичний та економічний розвиток Київської держави, окремих її земель — Київської, Турово-Пінської, Чернігівської, Переяславської, Волині, Побужжя, Галичини, Угорської Русі, а також Степу в XI—XIII ст.
3. У третьому томі висвітлюється історія Галичини та Волині від утворення тут держави князя Романа Мстиславовича до загарбання значної частини території Польським королівством, а також становище Наддніпрянщини за умов панування золотоординських ханів.
4. У четвертому томі висвітлюється політична історія українських земель у складі Великого князівства Литовського та королівства Польського протягом XIV — середини XVI ст. (до 1569 р.)
5. У п'ятому тому подається загальний огляд суспільно-політичної еволюції українських земель у XIV—XVII ст., розглянуто станові групи населення (шляхта і магнати, селянство, міщанство, духовенство), історія місцевого та церковного врядування, виникнення греко-католицької церкви.
6. Шостий том завершує другий цикл фундаментальної серії, присвячений литовсько-польській добі. Простежується розвиток міського ремесла й сільського господарства, торгівлі, національних відносин, культури й побуту від часів інкорпорації українських земель до складу Великого князівства Литовського й Речі Посполитої до 20-х рр. XVII ст. — часів Козаччини. Особливу увагу приділено питанням освіти, створення братств, боротьби з унією.
7. Сьомий том розпочинає третій цикл «Історії України-Руси», присвячений часам козацьким. У ньому розповідається про початки козацтва від кінця XIV ст. до початку XVII ст., коли воно перетворюється з чисто побутового явища у суспільно-політичний стан, стає на чолі національно-визвольних змагань українського народу. У томі висвітлюються ключові події першої чверті XVII ст., участь козаків у релігійній боротьбі, Хотинська війна і відновлення православної ієрархії 1620—1621 рр., морські походи та військові дії гетьмана Сагайдачного проти турків і татар. Йдеться про зв'язки козацтва з київським культурно-громадським рухом цього часу, який очолювали митрополити Йов Борецький і Петро Могила.
8. Восьмий том «Історії України-Руси» М. Грушевського, присвячений другій чверті XVII ст., складається з трьох частин. Перша — охоплює 1626—1638 рр., від Куруківської кампанії, що не виправдала планів і надій козаків перших десятиліть цього століття, до поразки під Кумейками. У другій частині розповідається про українське життя за часів так званого "золотого спокою" (1638—1648) та початок Визвольної війни під проводом Б. Хмельницького. В третій частині висвітлюється перебіг подій у перші два роки Хмельниччини (1648—1650), дається оцінка Зборівської угоди між Україною і Польщею.
9. Дев'ятий том висвітлює події Хмельниччини 1650—1657 років. Перша половина цього тому охоплює період від 1650 р. (похід на Молдову) до 1654 р. (Переяславська умова). Друга половина цього тому висвітлює події Хмельниччини від 1654 р. (після Переяславської умови) до 1657 р. (смерть Б. Хмельницького).
10. В останній книзі десятитомника «Історія України-Руси» Михайла Грушевського охоплено період від 1657 року (після смерті Богдана Хмельницького) до подій 1658 року (Гадяцька угода). Простежується історія оформлення шведсько-українського союзу, висвітлюється бунт Пушкаря, розповідається про відновлення кримсько-українського союзу, про конфлікт з Москвою і Гадяцький договір.

## Видання-першодруки
Список першодруків (перше видання всіх 10 томів). Інформація щодо першодруків для томів 5, 6, 7, 9 (ч.1 та ч.2) та 10 подається за "Історія України-Руси" (Київ, Наукова Думка, 1991). та для томів 1, 2, 3, 4 та 8 подається за "Михайло Грушевський: некролог" (Львів, Накладом Товариства імені Шевченка у Львові, 1935).
- Грушевський М. С. Історія України-Руси. Т. 1: До початку XI віку. Львів, 1898. 495 с. (1-ше видання)[4] (Google Books, 1 вид., Hathitrust, 2 вид.)
- Грушевський М. С. Історія України-Руси. Т. 2: XI-XIII вік. Львів, 1899. 403 с. (1-ше видання)[5] (Google Books, 1 вид., Hathitrust, 2 вид.)
- Грушевський М. С. Історія України-Руси. Т. 3: До року 1340. Львів, 1900. ? с. (1-ше видання)[6] (Google Books, 2 вид.)
- Грушевський М. С. Історія України-Руси. Т. 4: XIV — XVI віки — відносини політичні. Львів, 1904. ? с. (1-ше видання)[7] (Google Books, 2 вид.)
- Грушевський М. С. Історія України-Руси. Т. 5: Суспільно-політ. і церковний устрій і відносини в українсько-руських землях XIV-XVII віків. Львів, 1905. 688 с. (1-ше і єдине вид.) (Hathitrust, 1 вид.)
- Грушевський М. С. Історія України-Руси. Т. 6: Житє економічне, культурне, національне XIV-XVII віків. Київ, 1907. 670 с. (1-ше і єдине видання) (Hathitrust, 1 вид.)
- Грушевський М. С. Історія України-Руси. Т. 7: Козацькі часи - до року 1625. Київ, 1909. 628 с. (1-ше і єдине видання) (Hathitrust, 1 вид.)
- Грушевський М. С. Історія України-Руси. Т. 8: Роки 1626-1650. Ч. I Київ, 1913. ? с. (1-ше і єдине видання); Ч. II Київ, 1916. ? с. (1-ше вид.);[8] Ч. III Москва, 1917. ? с. (1-ше вид.)[9] (Hathitrust, Т.8 Ч.2, 2 вид.) (Hathitrust, Т.8 Ч.3, 2 вид.)
- Грушевський М. С. Історія України-Руси. Т. 9: Роки 1650-1657. Ч. 1: Перша половина. Хмельниччина роки 1650-1653. Київ, 1928. 602 с.; Ч. 2: Друга половина: Хмельниччини роки 1654-1657. Київ, 1931 1631 c. (1-ше і єдине видання)
- Грушевський М. С. Історія України-Руси. Т. 10: Роки 1657-1658. Київ, 1936. 394 с. (1-ше і єдине видання)

## Англомовний переклад
Mykhailo Hrushevsky. History of Ukraine-Rus': vols. 1–10 (in 12 books). Trans. from the Ukrainian by Marta Skorupsky et al. Edmonton, Toronto: CIUS Press. 1997–2020. ISBN 1-895571-22-7 (set)
- Mykhailo Hrushevsky. History of Ukraine-Rus': Volume 1. From Prehistory to the Eleventh Century. Trans. from the Ukrainian by Marta Skorupsky. Edmonton: CIUS Press. 1997. 602 p. ISBN 9781895571196
- Mykhailo Hrushevsky. History of Ukraine-Rus': Volume 2. The Eleventh to Thirteenth Centuries. Trans. from the Ukrainian by Ian Press. Edmonton: CIUS Press. 2020. 680 p. ISBN 9781894865586
- Mykhailo Hrushevsky. History of Ukraine-Rus': Volume 3. To the year 1340. Trans. from the Ukrainian by Bohdan Strumiński. Edmonton: CIUS Press. 2016. 748 p. ISBN 978-1-894865-45-6
- Mykhailo Hrushevsky. History of Ukraine-Rus': Volume 4. Political relations in the 14th to 16th centuries. Trans. from the Ukrainian by Andriy Kudla Wynnyckyj. Edmonton: CIUS Press. 2017. 576 p. ISBN 9781894865487
- M. Hrushevsky. History of Ukraine-Rus': Volume 5. Soc. and Ch. Org. and Rel. in the Lands of Ukraine-Rus' in the 14th to 17th cent.. Trans. from the Ukr. by M. Skorupsky et al.. E.: CIUS Press. 2019. 616 p. ISBN 9781894865548
- Mykhailo Hrushevsky. History of Ukraine-Rus': Volume 6. Economic, Cultural, and National Life in the 1th to 17th Centuries. Trans. from the Ukrainian by Leonid Heretz. Edmonton: CIUS Press. 2012. 692 p. ISBN 9781894865258
- Mykhailo Hrushevsky. History of Ukraine-Rus': Volume 7. The Cossack age to 1625. Trans. from the Ukrainian by Bohdan Strumiński. Edmonton: CIUS Press. 1999. 548 p. ISBN 9781895571288
- Mykhailo Hrushevsky. History of Ukraine-Rus': Volume 8. The Cossack age, 1626-1650. Trans. from the Ukrainian by Marta Daria Olynyk. Edmonton: CIUS Press. 2002. 808 p. ISBN 9781895571325
- Mykhailo Hrushevsky. History of Ukraine-Rus': Volume 9, book 1. The Cossack age, 1650-1653. Trans. from the Ukrainian by Bohdan Strumiński. Edmonton: CIUS Press. 2005. 761 p. ISBN 9781895571493
- Mykhailo Hrushevsky. History of Ukraine-Rus': Volume 9, book 2, part 1. The Cossack age, 1654-1657. Trans. from the Ukrainian by Marta Daria Olynyk. Edmonton: CIUS Press. 2008. 566 p. ISBN 978-1-894865-10-4
- Mykhailo Hrushevsky. History of Ukraine-Rus': Volume 9, book 2, part 2. The Cossack age, 1654-1657. Trans. from the Ukrainian  by Marta Daria Olynyk. Edmonton: CIUS Press. 2010. 480 p. ISBN 978-1-894865-17-3
- Mykhailo Hrushevsky. History of Ukraine-Rus': Volume 10. The Cossack age, 1657-1659. Trans. from the Ukrainian by Marta Daria Olynyk. Edmonton: CIUS Press. 2014. 327 p. ISBN 978-1-894865-37-1

## Найважливіші перевидання
- Михайло Грушевський Історія України-Руси: В 11 т., 12 кн. / Редкол.: П. С. Сохань (голова) та ін. — Київ: Наукова думка, 1991—1998. — (Пам'ятки історичної думки України). — ISBN 5-12-002468-8. 
  - e-book [Архівовано 14 травня 2008 у Wayback Machine.], джерело: e-library Litopys
  - pdf [Архівовано 8 серпня 2018 у Wayback Machine.], джерело: Інститут української археографії та джерелознавства ім. М. С. Грушевського НАН України Увага: тут відсутні скани 8, 10 томів
  - pdf, джерело: Національна бібліотека України імені В. І. Вернадського, Е-архів Михайла Грушевського; Увага: тут відсутні скани 8-10 томів
- Михайло Грушевський. Історія України-Руси: в 10 т. Нью-Йорк: Видавниче Товариство «Книгоспілка», 1954 – 1957.
  - pdf, джерело: Українська Інформаційна Служба - Лондон

## Виданнявидавничого товариства "Книгоспілка"(Нью Йорк)
В період між 1954 та 1958 роками у Нью Йорку відбувається передрук "Історії України-Руси" Михайла Грушевського:
- "Історія України-Руси. Т. 1: До початку XI віку." (Передрук з 3-го доповненого видання, що вийшло у Київі 1913 року.),1954 р., с.692
- "Історія України-Руси. Т. 2: XI-XIII вік." (Передрук з 2-го розширеного видання, що вийшло у Львові 1905 року.), 1954 р., с.642
- "Історія України-Руси. Т. 3: До року 1340." (Передрук з 2-го розширеного видання, що вийшло у Львові 1905 року.),1954 р., с.596
- "Історія України-Руси. Т. 4: XIV — XVI віки — відносини політичні."  (Передрук з 2-го розширеного видання, що вийшло у Києві 1907 року.), 1955 р., с.542
- "Історія України-Руси. Т. 5: Суспільно-політичний і церковний устрій і відносини в українсько-руських землях XIV-XVII віків." (Передрук з видання, що вийшло у Львові 1905 року.), 1955 р., с.700
- "Історія України-Руси. Т. 6: Житє економічне, культурне, національне XIV-XVII віків." (Передрук з видання, що вийшло у Києві 1907 року.),1955 р., с.676
- "Історія України-Руси. Т. 7: Козацькі часи - до року 1625." (Передрук з видання, що вийшло у Києві 1909 року.),1956 р., с.644
- "Історія України-Руси. Т. 8: Роки 1626-1650." (Передрук з 2-го видання, що вийшло у Києві 1922 року.), 1956 р., с.866
- "Історія України-Руси. Т. 9, книга 1: Перша половина. Хмельниччина роки 1650-1653." (Фотопередрук з 1-го видання, що вийшло у Києві 1928 року.), 1957 р., с.874
- "Історія України-Руси. Т. 9, книга 2: Друга половина: Хмельниччини роки 1654-1657." (Фотопередрук з 1-го видання, що вийшло у Києві 1931 року.), 1957 р., с.770
- "Історія України-Руси. Т. 10: Від смерти Хмельницького до Гадяцької умови." (Передрук з видання, що вийшло в Києві 1936 року, за відповідальною редакцією К.М. Грушевської), 1958 р., с.606